# Південна армія (Німецька імперія)
Південна а́рмія  (нім. Südarmee / Armeeoberkommando Süd / A.O.K. Süd) — польова армія Імперської армії Німеччини за часів Першої світової війни.

## Історія
Південна армія (нім. Südarmee) була сформована 11 січня 1915 року в Бреслау.

## Командування

### Командувачі
- генерал від інфантерії Лінзінген Олександр (11 січня — 8 липня 1915);
- генерал від інфантерії Фелікс фон Ботмер (нім. Felix Graf von Bothmer) (8 липня 1915 — 29 січня 1918).